# Филлипс, Киллиан
Киллиан Филлипс (англ. Killian Phillips; род. 30 марта 2002, Сан-Диего, Калифорния) — ирландский футболист, полузащитник клуба «Кристал Пэлас», выступающий на правах аренды за «Уиком Уондерерс».

## Карьера
Воспитанник «Дроэда Юнайтед». В августе 2020 года перешёл в основную команду ирландского клуба. Дебютировал в Премьер-лиге страны 20 апреля 2021 года в матче с «Шемрок Роверс». Забил дебютный мяч в ворота «Уотерфорда».
В январе 2022 года перешёл в «Кристал Пэлас», где был заявлен за команду U23.
29 декабря 2022 года было объявлено, что Филлипс в зимнее трансферное окно до конца сезона будет отдан в аренду клубу «Шрусбери Таун».
11 августа 2023 года было анонсировано, что Филлипс подпишет новый контракт с «Кристал Пэлас» и на правах аренды присоединится к клубу «Уиком Уондерерс».